# إيمانويل مامانا
إيمانويل مامانا (بالإسبانية: Emanuel Mammana)‏ (10 فبراير 1996 بميرلو في الأرجنتين - ) هو لاعب كرة قدم أرجنتيني في مركز قلب الدفاع. شارك مع منتخب الأرجنتين تحت 17 سنة لكرة القدم ومنتخب الأرجنتين لكرة القدم ومنتخب الأرجنتين تحت 20 سنة لكرة القدم. أما مع النوادي، فقد لعب مع ريفر بليت.

## وصلات خارجية
- إيمانويل مامانا على موقع IMDb (الإنجليزية)

- إيمانويل مامانا على موقع الاتحاد الأوربي (الإنجليزية)
- إيمانويل مامانا على موقع إي إس بي إن إف سي (الإنجليزية)
- إيمانويل مامانا على موقع قاعدة بيانات كرة القدم.إي يو (الإنجليزية)
- إيمانويل مامانا على موقع ناشيونال فوتبول تيمز (الإنجليزية)
- إيمانويل مامانا على موقع Soccerbase.com (لاعب) (الإنجليزية)
- إيمانويل مامانا على موقع Soccerway.com (الإنجليزية)
- إيمانويل مامانا على موقع عالم كرة القدم.نت (الإنجليزية)
- إيمانويل مامانا على موقع AS.com (الإسبانية)